# Вдигни червения фенер
„Вдигни червения фенер“ (на китайски: 大紅燈籠高高掛) е хонконгско-китайски филм от 1991 година, драма на режисьора Джан Имоу по сценарий на Ни Джън, базиран на романа на Су Тун „Съпруги и наложници“ (1989).
Действието се развива в Китай от 20-те години на XX век и в центъра на сюжета е образована млада жена, която става четвъртата съпруга в традиционно богато домакинство. Главните роли се изпълняват от Гун Ли, Хъ Сайфей, Цао Цуейфън, Кун Лин.
„Вдигни червения фенер“ печели наградата на БАФТА за чуждоезичен филм и е номиниран за „Оскар“ за чуждоезичен филм.